# Ка де Перони (Павија)
Ка де Перони је насеље у Италији у округу Павија, региону Ломбардија.
Према процени из 2011. у насељу је живело 31 становника. Насеље се налази на надморској висини од 51 м.